# Rafael Cansinos Assens
Rafael Cansinos Assens, né à Séville (Espagne) le 24 novembre 1882, décédé le 6 juillet 1964 à Madrid, est un écrivain, poète, romancier, essayiste, critique littéraire et traducteur espagnol appartenant à la génération de 14 du Noucentisme, mouvement culturel espagnol du début du XXe siècle. Une partie de sa littérature est influencée par sa recherche constante de ses origines juives.

## Biographie

### Son enfance
Né à Séville en 1882, Rafael Cansinos Assens est le fils de Manuel Cansino de la Vega et de Dolores Assens y Rodríguez. Il passe les premières cinq années de sa vie à Séville où il est baptisé le 27 novembre 1882, en l'église San Martin sous le nom de Rafael María Juan de la Cruz, Manuel, José Antonio de la Santísima Trinidad. Il a deux sœurs, María Josefa, née en 1876 et María del Pilar, née en 1877. Sa famille est apparentée à l'actrice et danseuse américaine Margarita Carmen Cansino, plus connue sous le nom de Rita Hayworth.
Dès qu'il a quatre ans, sa mère lui apprend à lire dans de vieux livres imprimés. Il est éduqué par sa mère et à l'école dans la foi catholique. Il suit des cours au Colegio de los Escolapios, un collège dirigé par des moines où il apprend entre autres le latin. Ses deux sœurs deviendront des novices.
En 1894, son père meurt de tuberculose et en 1897, la famille s'installe alors à Madrid, où il restera toute sa vie. La famille vit dans des conditions économiques difficiles, conditions qui vont encore s'aggraver quand sa mère meurt en 1899 d'un kyste à la rate.

### Sa découverte du judaïsme et ses débuts littéraires
L'année suivante, afin de confirmer une croyance remontant au XIXe siècle, que sa branche paternelle remonterait aux marranes, ces Juifs séfarades convertis de force au catholicisme, mais continuant à pratiquer secrètement le judaïsme, le jeune Rafael se met à étudier des livres d'héraldique et de généalogie, qu'il compare avec les histoires de sa famille transmises oralement. En 1901, il décide d'ajouter un s à son nom et de signer dorénavant Cansinos, estimant que le nom séfarade de Cansino, avait perdu son s en Andalousie. À partir de cette date, il commence un processus d'identification au judaïsme, qui malgré les épreuves qu'il subira, l'accompagnera jusqu'à la fin de sa vie.
Après avoir fréquenté plusieurs années la bohème madrilène, il commence à écrire pour les journaux. Sa première nouvelle apparaît dans le magazine littéraire El Arte en 1898. Il collabore également à Vida Nueva, la revue de la génération de 98, dirigée par Dionisio Pérez Gutiérrez Cadix, et au journal El País. Un parent l'introduit auprès de la rédaction de El Motín (L'émeute), mais José Nakens et ses amis sont antimodernistes, et Cansinos se sent plutôt attiré vers de nouvelle sensibilité. En 1901 Pedro Gonzalez-Blanco le met en contact avec le Modernisme qui le captive et lui fait rencontrer le poète et dramaturge moderniste Francisco Villaespesa, ainsi que d'autres jeunes innovateurs qui errent dans les rues de Madrid. Il participe à la revue Helios (1903), à  Revista Latina  et à Renacimiento (Renaissance)' (1907).
Dans les premières années du XXe siècle, Cansinos, motivé par son ami Llamado Farache, un Juif espagnol vivant à Gibraltar, s'implique activement en compagnie du sénateur Ángel Pulido Fernández dans une campagne pro-séfarade visant à redécouvrir la mémoire juive espagnole. Il fréquente le Colonial ainsi que d'autres cafés littéraires, devient journaliste et est en contact entre autres avec Villaespesa, Juan Ramón Jiménez, Emilio Carrere, Felipe Trigo, Rubén Darío, Rafael Lasso de la Vega, Gregorio Martínez Sierra, Carmen de Burgos, Ramón Gómez de la Serna, Antonio Machado et Manuel Machado. En 1905, il est journaliste pour La Correspondencia de España, et écrit des poèmes sous forme de psaume.

### Sa période féconde avant la guerre civile
En 1914, il publie son premier livre moderniste, El Candelabro de los siete brazos (salmos) (le chandelier à sept branches - psaumes), alors que ce mouvement littéraire commence son déclin.
En 1919, il abandonne le journalisme et se consacre à la littérature. Il reste en étroit contact avec la communauté juive naissante à Madrid, regroupée autour du leader sioniste Max Nordau, installé à Madrid comme correspondant de journaux allemand. Il dirige la revue Cervantes et collabore aussi à Grecia, Ultra et Tableros. Durant ces années, son œuvre, à l'exception des textes qu'il signe sous le pseudonyme de Juan Las, n'ont rien d'avanguardiste, mais prennent leurs racines dans les textes bibliques. Il se lie d'amitié avec Guillermo de Torre, Adriano del Valle, Xavier Bóveda, Vicente Huidobro, ainsi qu'avec le jeune Jorge Luis Borges qui dès lors se référa à lui comme son maitre.
En 1919, il traduit pour la première fois, de l'anglais et du français, une anthologie talmudique qu'il intitulera Bellezas del Talmud (Beautés du Talmud). Sa réputation de traducteur augmente en fonction des différentes œuvres qu'il traduit: les œuvres de l'empereur Julien, d'Ivan Tourgueniev, de Léon Tolstoï, de Maxime Gorki, de Max Nordau, etc.
Critique réputé, ses articles apparaissent principalement dans La Correspondencia de España et dans La Libertad, un périodique de tendance républicaine, qui parait de 1925 jusqu'à la guerre civile espagnole. Il publie aussi des essais importants de critique littéraire comme Poetas y prosistas del novecientos (Les poètes et les écrivains prosateurs du XXe siècle) en 1919, Los temas literarios y su interpretación (Les thèmes littéraires et leur interprétation) en 1924 et quatre volumes de La nueva literatura (Nouvelle littérature) de 1917 à 1927.
D'autres essais tels que El divino fracaso (L'échec divin) en 1918, España y los judíos españoles (L'Espagne et les Juifs espagnols) en 1920, Salomé en la literatura (Salomé dans la littérature) en 1920, Ética y estética de los sexos (Éthique et esthétique des sexes) en 1921, Los valores eróticos en las religiones: El amor en el Cantar de los Cantares  (Les valeurs érotiques dans les religions: l'amour dans le Cantique des Cantiques) en 1930 ou La Copla Andaluza (La ballade andalouse) en 1936, développent de façon originale les sujets mentionnés dans leur titre. Il écrit aussi des romans: La encantadora (La charmante) en 1916, El eterno milagro (Le miracle éternel) en 1918, La madona del carrusel (La madone du carrousel) en 1920, En la tierra florida (Dans la terre fleurie)  en 1920, El movimiento VP (Le mouvement VP – Vanguardia Popular) en 1921, La huelga de los poetas (La grève des poètes) en 1921 et Las luminarias de Hanukah (Les lumières de Hanoucca) en 1924.

### La période franquiste et son repli sur les traductions
Pendant la guerre civile espagnole, il écrit un journal intime, principalement en anglais, mais aussi en français, en allemand et en arabe aljamiado, ce qui lui fait pratiquer les langues qu'il connaissait. Ces journaux sont encore inédits. De même, il écrit des carnets qui lui permettront de rédiger Novela de un literato (Roman d'un littérateur).
Après la guerre civile, ayant pris parti pour les républicains, il est privé de sa carte de presse sous le seul motif d'être juif, mais est autorisé à rester en Espagne. Commence alors pour lui, un long exil intérieur, pendant lequel il va se consacrer uniquement à la traduction pour les éditions Aguilar, des œuvres complètes d'auteurs étrangers comme Dostoïevski, Schiller, Goethe, Balzac ou Andréïev...
Tous ses travaux sont accompagnés de vastes biographies et de commentaires. Il publie entre autres, la première traduction complète des Mille et Une Nuit directement de l'arabe à l'espagnol, en trois volumes sur papier bible, avec une introduction monographique monumentale. Dans les années 1950, Il publie aussi chez un petit éditeur de Buenos Aires Mahoma y el Korán, biografía crítica y estudio y versión de su mensaje (Mahomet et le Coran, biographie critique et étude et version de son message), accompagné de la première traduction intégrale du Coran en version littérale directe de l'arabe à l'espagnol, traduction republiée à maintes reprises dans les années 1960 par les éditions Aguilar à Madrid. Il rédige aussi une Antología de poetas persas (Anthologie des poètes persans).
Après la guerre civile, la communauté juive n'existe plus en Espagne, et les relations de Cansinos avec le judaïsme et ses publications passent par la Hebraica de Buenos Aires et son ami César Tiempo (1906-1980). Pendant ces années de la dictature franquiste, il écrit un essai sur l'antisémitisme Soñadores del galut (Rêveurs de la Galout), conservé à la Biblioteca Nacional de la República Argentina, ainsi que La novela de un literato (Le roman d'un écrivain) qui fait partie d'une importante collection de journaux intimes et mémoires qui restent encore inédite de nos jours.

### La fin de sa vie et les publications posthumes
En 2002, la  Fundación-Archivo Rafael Cansinos Assens (ARCA) publie son roman posthume Bohemia et en 2006, les éditions ARCA lancent un plan d'ensemble pour récupérer définitivement ses manuscrits, les trier, les analyser et les publier. En 2010, la Fundación el Ayuntamiento de Sevilla (Fondation de la mairie de Séville) se joint à ce projet.
Sa compagne Josefina Megías Casado décède en 1946, et sa sœur Pilar, chez qui il vivait, en 1949. Il s'installe alors en 1950 chez Menéndez Pelayo, Braulia Galán, qu'il épousera plusieurs années plus tard, en 1962 à l'âge de 80 ans. En 1958 il a un fils, Rafael Manuel, qui dirige actuellement[Depuis quand ?] la fondation qui porte son nom et qui s'occupe de diffuser son œuvre. Plus de soixante mille documents ont été conservés par sa veuve. Sa bibliothèque, dont le don a été refusé par les institutions franquistes, est conservée grâce à Juan Ramón Jiménez à l'université de Porto Rico, hall Zenobia Camprubí – Ramón Jiménez.
Cansinos est un travailleur infatigable. Peu de temps avant sa mort, il achève la traduction des œuvres complètes de Balzac. Il est correspondant de la ' Real Academia Sevillana de Buenas Letras et de la Goethiana de São Paulo (Brésil). En 1925, la Real Academia Española de la Lengua (Académie royale espagnole de littérature) lui décerne le prix Castillo de Chirel, et l'année suivante, il reçoit des autorités françaises les Palmes académiques.
Une rue de Séville porte son nom.

## Son œuvre (liste partielle)

### Poésies et poèmes en prose
- El Candelabro de los siete brazos (psalmos)[1] (le chandelier à sept branches - psaumes) - 1914

### Essais
- Estética y erotismo de la pena de muerte[2] (Esthétique et érotisme de la peine de mort) - 1916
- Poetas y prosistas del novecientos (España y América)[3] (Les poètes et les écrivains prosateurs du XXe siècle –Espagne et Amérique)  – 1919
- El divino fracaso[4] (L'échec divin) - 1918
- España y los judíos españoles[5] (L'Espagne et les Juifs espagnols) - 1919
- Salomé en la literatura. Flaubert, Wilde, Mallarmé, Eugenio Díaz Castro, Apollinaire[6] (Salomé dans la littérature) - 1919
- Ética y estética de los sexos[7] (Éthique et esthétique des sexes) – 1921
- La nueva literatura[8] (La nouvelle littérature) - 1917–1927, 4 volumes.
- Los temas literarios y su interpretación[9] (Les thèmes littéraires et leur interprétation) - 1924
- Los valores eróticos en las religiones: De Eros a Cristo[10] (Les valeurs érotiques dans les religions: de Éros au Christ)  - 1925
- Los valores eróticos en las religiones: El amor en el Cantar de los Cantares[11] (Les valeurs érotiques dans les religions: l'amour dans le Cantique des Cantiques) – 1930
- Evolución de los temas literarios (La copla andaluza. Toledo en la novela. Las novelas de la torería. El mito de don Juan)[12] (Évolution des thèmes littéraires: chanson andalouse; Tolède dans le roman; les romans de tauromachie; le mythe de Don Juan) - 1936
- Los judíos en la literatura española[13]; prologue de Luis Emilio Soto (Les Juifs dans la littérature espagnole) - 1937
- Mahoma y el Korán[14] (Mahomet et le Coran) - 1954
- Los Judíos en Sefarad : Narraciones de la Comunidad Judía Madrileña[15] (Les Juifs en Sefarad: récits de la communauté juive de Madrid) - 1950

### Romans
- La encantadora (La charmante) - 1916
- El eterno milagro (Le miracle éternel) - 1918
- La madona del carrusel[16] (La madone du carrousel) - 1920
- En la tierra florida[17] (Dans la terre fleurie) - 1920
- El movimiento V.P[18] – 1921
- La huelga de los poetas[19] (La grève des poètes) - 1921
- La señorita Perséfone[20] – 1923
- Las luminarias de Hanukah - Un episodio de la historia de Israel en España[21]  (Les lumières de Hanoucca – un épisode de l'histoire d'Israël en Espagne) - 1924
- Bohemia[22] – Œuvre posthume -2002

### Mémoires et journaux intimes
- La novela de un literato: hombres, ideas, efemérides, anécdotas[23](Le roman d'un écrivain: les hommes, les idées, les événements, les anecdotes)
- Diarios de la Guerra Civil (Journaux intimes de la Guerre civile); inédits, rédigés en anglais, français, allemand et arabe

### Anthologíes
- Antología de poetas persas[24] (Anthologie des poètes persans)
- Bellezas del Talmud[25] (Beautés du Talmud) - 1919

### Correspondance
- Correspondance de Rafael Cansinos Assens avec Guillermo de Torre (1916-1955)[26]

### Traduction
- Mallarmé: Un coup de dés - 1919.
- Flavius Claudius Iulianus: œuvres complètes - 1924
- Luigi Pirandello: Il difunto Matias Pascal - 1924.
- Apollinaire: Le poète assassiné - 1924.
- Machiavel: La Mandragola, Il padre Alberico. La celestina. Belfagor arcidiavolo – 1924
- Benoit: L'Atlantide - 1942
- Dostoïevski: Le joueur, Crime et Châtiment, Humiliés et offensés - 1951 Les Frères Karamazov - 1963
- Goethe: Faust – 1955
- Ossendowski: Le faucon du désert, Geishas du Japon - 1955
- Balzac: œuvres complètes – 1967 à 1969